# Félix Hément
Félix Hément (1827-1891), licencié en mathématiques, était Inspecteur général de l’instruction publique. Il est né le 22 janvier 1827 à Avignon, mort le 5 octobre 1891 à Nanterre, fils de Cerf Hément et de Sara Bloch. Il épouse Marie-Catherine Faure le 15 juillet 1872 à Paris 9e.Il est inhumé au cimetière Montmartre, 32e division. 
Il est l’auteur de nombreux ouvrages et articles dans le domaine de la pédagogie, de la psychopédagogie  et de la vulgarisation des sciences (histoire naturelle, cosmographie, géométrie, physique, météorologie, astronomie). Il porta aussi un intérêt particulier à l'éducation oraliste des enfants sourds. Plusieurs de ses ouvrages ont été couronnés par la Société pour l'instruction publique, adoptés pour la distribution des prix dans les écoles de la ville de Paris et admis par la Commission ministérielle des bibliothèques populaires et scolaires. 
L’Académie française lui décerne le prix Maillé-Latour-Landry en 1872 et le prix Montyon en 1880 pour De l’instinct et de l’intelligence.

## Ouvrages
- 1868 - Menus propos sur les sciences, Paris, C. Delagrave.
- 1868 - L'Aluminium, Paris : L. Hachette.
- 1870 - De la Force vitale, Paris : C. Delagrave.
- 1875 - Jacob Rodrigues Pereire, premier instituteur des sourds et muets en France, Paris : Didier et C°.
- 1875 - Simples discours sur la terre et sur l'homme, Paris : Didier.
- 1880 - De l'instinct et de l'intelligence, Paris : C. Delagrave.
- 1887 - Les Infiniment petits, Paris, Hachette, 1887.
- 1887 - Essai d'étude scientifique de la physionomie, Paris : A. Picard.
- 1888 - À propos des châtiments dans l'éducation, Paris : A. Picard.
- 1890 - Entretiens sur la liberté de conscience... avec une lettre de Jules Simon, Paris, Perrin.
- 1890 - Petit traité des punitions et des récompenses, à l'usage des maîtres et des parents, Paris : G. Carré.

## Traductions
- 1886 - Angelo Mosso, La Peur : étude psycho-physiologique, traduction de l'italien sur la 3e édition par Félix Hément, Paris, F. Alcan.

## Articles et conférences
- Conférence sur l’enseignement des sourds-muets par la parole (méthode Jacob Rodrigues Péreire) et l’application de la méthode aux entendants-parlants. (Exposition universelle, jeudi 11 juillet 1878, Paris).
- Discours à l'inauguration du monument élevé à Daguerre à Cormeilles-en-Parisis, le 26 août 1883, Paris : Impr. Nationale.
- Les progrès récents dans l'enseignement des sourds-muets, La Nature, 1884, 13, 601, 166-168.
- Article Péreire dans le Dictionnaire de pédagogie de Ferdinand Buisson.